# Hookeriopsis beyrichiana
Hookeriopsis beyrichiana är en bladmossart som beskrevs av Brotherus 1907. Hookeriopsis beyrichiana ingår i släktet Hookeriopsis och familjen Hookeriaceae. Inga underarter finns listade i Catalogue of Life.